# チューブラーベル

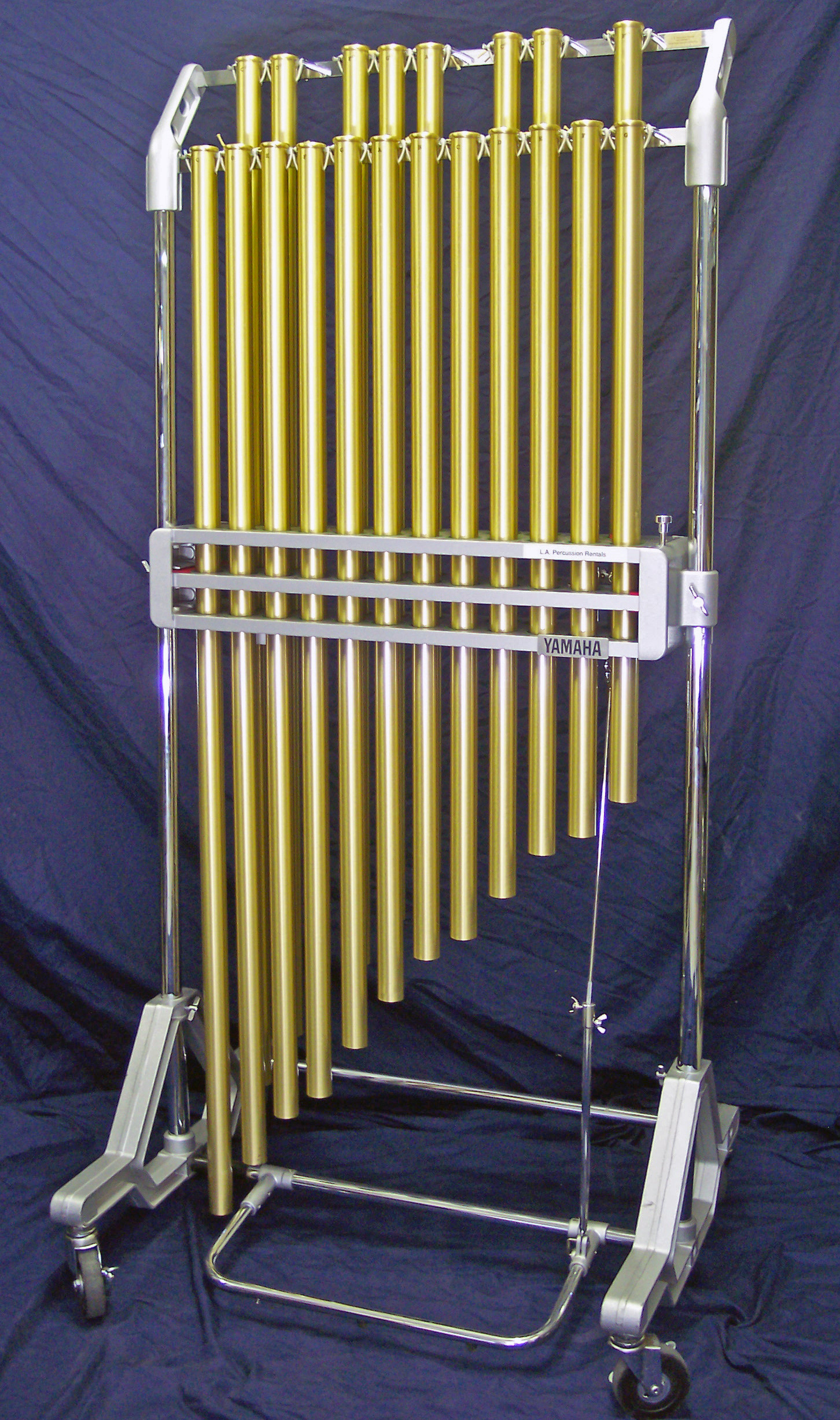
コンサートチャイム

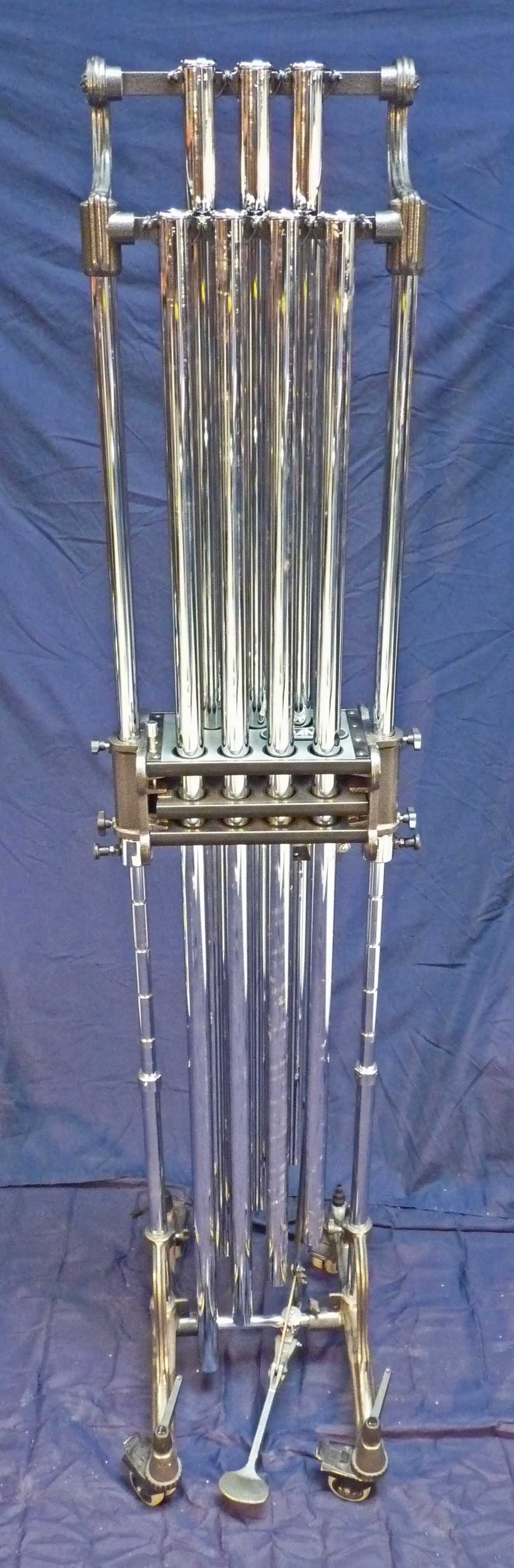
コンサートバスチャイム

チューブラーベル（tubular bells、英語では必ず複数形で表記する）は、打楽器、体鳴楽器に分類される金属製打楽器。英語では「チューブラー・ベルズ」と複数形なので注意。

## 形状・呼称など
キリスト教の教会などで見られるような鐘を、コンサートの舞台で演奏しやすいように、ひとつひとつの鐘を管状（チューブラー）にして、ピアノの鍵盤の順番と同様に並べて吊るした楽器である。1867年に発明された。単に「チャイムズ」や、「コンサート・チャイムズ」あるいは「シンフォニック・チャイムズ」「カンパネラ」などとも呼ばれる。日本では複数形をカットして、「チャイム」「コンサート・チャイム」「シンフォニック・チャイム」と呼称される。
日本においては「NHKのど自慢の鐘」と紹介すれば、一般にも馴染みのある楽器である。

## 特徴・音域など
音域は中央ハから上へ1オクターブ半ほどである。管は長いもので150 cmを超え、楽器としてスタンドにセットされた状態では180 cm前後の高さになる。管の太さは音程に関わらず同一のものが使用される。このような楽器の形状のため、座っての演奏（座奏）ではなく 立った状態で演奏（立奏）し、管の上部を専用のハンマー（木製・皮製・プラスチック製など）を1本ないし2本用いて打鍵する。専用のスタンドに吊り下げた状態で演奏するが、単音が必要な場合には1本をスタンドから外し、片手で吊り下げて演奏することも可能である。
専用スタンドの下部にはペダル式のダンパーがあり、これを操作することで余韻を調節することができる。手で持って演奏する場合は手で余韻を止める。オーケストラや吹奏楽の楽譜では、単に「鐘」（英: bells, chimes、独: Glocken、仏: cloches、伊: campane）としか書かれていない場合があるが、その場合には、楽譜を見て、演奏の都合などを勘案して、チューブラーベルを選ぶか単体の鐘を使用するか決めるのが普通である。複数の音がある場合（概ね3音以上）は、作曲者はチューブラーベルを指定しているものと、通常は解釈する。
その「鐘のような」倍音構造から、作曲家が音域を正確に把握していない場合もあり奏者がオクターブ上げたり下げたりして演奏することは慣例になっている。厄介なのはアメリカ式は最高音がGだが、ヨーロッパ式は最高音がFのため、しばしばトラブルになる。近年はヨーロッパ式の下限の音域を増やしたFからFまでの2オクターブタイプをベルジュローが制作している。3オクターブへの音域拡張に成功したメーカーは他に存在するが、定着していない。
チューブラーベルの音色はスレイベルとともにクリスマスソングを彩る要素として扱われることがある。
音楽プロデューサーの田中隼人はクリスマスソングを作曲する際、チューブラーベルの音色を使うと述べている。田中はその理由として、「調性感の外れたベルの音は、なんとなく冬っぽさを感じさせるんですよね。」と説明している。ゲーム音楽家の古代祐三も、『X'mas Collections II music from SQUARE ENIX』に参加する際、クリスマスらしさを出す要素としてスレイベルとチューブラーベルを挙げている。

## チューブラーベルの印象的な作品
管弦楽曲（クラシック音楽）
- エクトル・ベルリオーズ：幻想交響曲（本来はチューブラーベルではなく専用の鐘を用いるよう指定されているが、チューブラーベルを用いた演奏も多い）
- グスターヴ・ホルスト：惑星 第5曲「土星」
- 松村禎三：交響曲第1番
- セルゲイ・プロコフィエフ：カンタータ「アレクサンドル・ネフスキー」
- コダーイ・ゾルターン：組曲「ハーリ・ヤーノシュ」
- ルロイ・アンダーソン：ベルの歌
- グスタフ・マーラー：交響曲第3番 第5楽章
- アルフレード・カゼッラ：交響曲第2番 第1楽章
- カール・オルフ：世俗カンタータ「カルミナ・ブラーナ」
- オットリーノ・レスピーギ：交響詩「ローマの噴水」、交響詩「ローマの祭り」
- ドミートリイ・ショスタコーヴィチ：交響曲第11番「1905年」　第4楽章「警鐘」
- マルコム・アーノルド：序曲「ピータールー」
- ピョートル・チャイコフスキー：大序曲「1812年」[注釈 2]
- 水野修孝：交響的変容 [注釈 3]
- 冨田勲：イーハトーヴ交響曲 第5楽章「銀河鉄道の夜」
- モデスト・ムソルグスキー（モーリス・ラヴェル管弦編曲）：展覧会の絵 キエフの大門
- モデスト・ムソルグスキー（リムスキー・コルサコフ編）：禿山の一夜
- アラム・ハチャトゥリアン：交響曲第2番
- セルゲイ・ラフマニノフ：交響的舞曲 第3楽章
- ヨハン・シュトラウス2世：喜歌劇「こうもり」序曲

吹奏楽曲
- クロード・トーマス・スミス：華麗なる舞曲（Danse Folâtre）
- ジェイムズ・スウェアリンジェン：狂詩曲ノヴェナ (Novena Rhapsody for Band)
- ジョン・フィリップ・スーザ：行進曲「自由の鐘」
- ハーバート・オーウェン・リード：交響曲「メキシコの祭り」
- フランツ・レハール（鈴木英史編曲）：喜歌劇「微笑みの国」セレクション[注釈 4]
- パーシー・グレインジャー：リンカーンシャーの花束
- ジェイムズ・バーンズ：交響的序曲
- ヴァーツラフ・ネリベル：コルシカ島の祈り
- ナイジェル・ヘス：グローバル・ヴァリエーションズ
- マイケル・ドアティ：交響曲第3番 フィラデルフィア物語 第3楽章「ストコフスキーの鐘」
- エド・ハックビー：ストーン・マウンテン・ファンタジー
- デイビッド・R・ホルジンガー：春になって王達が戦いに出るに及んで
- 福島弘和：シンフォニエッタ第2番「祈りの鐘」

アンサンブル曲
- 金田真一：カプリス
- トーマス・ゴーガー（Thomas Gauger）：「ゲインズボロー」-5人の打楽器奏者のための- "GAINSBOROUGH" for 5 Percussion Players
- 伊藤康英：バリ島からの幻想曲 '84
- 八村義夫：星辰譜

ロック
- マイク・オールドフィールド：チューブラー・ベルズ（パート1）

ポップス
- FIELD OF VIEW：君がいたから
- SEKAI NO OWARI：炎と森のカーニバル (曲)

その他
- NHKのど自慢のテーマ（鈴木邦彦作曲）

## 主なメーカー
- ヤマハ
- パール
- ムッサー
- プレミア
- ディーガン
- アダムス
- ベルジュロー